# Адмір Смаїч
Адмір Смаїч (сербохорв. Admir Smajić, нар. 7 вересня 1963, Бієліна) — югославський та боснійський футболіст, що грав на позиції півзахисника. По завершенні ігрової кар'єри — тренер.
Виступав, зокрема, за клуб «Партизан», з яким став триразовим чемпіоном Югославії, а також національні збірні Югославії та Боснії і Герцеговини.

## Клубна кар'єра
Розпочав займатись футболом у клубі «Радник» з рідного міста Бієліна. У 1979 році «Радник» дійшов до 1/8 фіналу Кубка Югославії зі Смаїчем у складі команди, зацікавивши представників столичного «Партизана». Він дебютував у основному складі «Партизана» в югославській Першій лізі 1979/80 років, ставши одним з наймолодших гравців в історії клубу.
За «Партизан» Смаїч провів дев'ять сезонів, взявши участь у 194 матчах чемпіонату. Більшість часу, проведеного у складі «Партизана», був основним гравцем команди. За цей час тричі виборював титул чемпіона Югославії.
У 1988 році Смаїч переїхав за кордон до Швейцарії, де підписав контракт із командою «Ксамакс». З клубом він досяг найбільшого успіху, коли грав у фіналі Кубка Швейцарії в 1990 році. Загалом Смаїч відіграв чотири з половиною сезони за «Ксамакс». Згодом з 1993 по 1996 рік грав у складі «Базеля». За цей час провів за клуб 159 ігор і забив 30 голів. 111 із цих ігор були в чемпіонаті, 13 у Кубку Швейцарії, шість у Кубку Інтертото УЄФА та 29 були товариські ігри. Він забив 12 голів у чемпіонаті, 5 у Кубку Швейцарії, один у єврокубках, а інші 12 були забиті під час товариських ігор.
Завершив ігрову кар'єру у команді «Янг Бойз», за яку виступав протягом 1996—1999 років і 1998 та 1998 роках недовго був граючим тренером.

## Виступи за збірні
Смаїч був членом югославської олімпійської збірної, яка виграла бронзову медаль на Олімпіаді 1984 року в Лос-Анджелесі.
25 березня 1987 року дебютував в офіційних іграх у складі національної збірної Югославії у товариському матчі проти Австрії (4:0) і загалом до кінця року зіграв у п'яти іграх.
Після розпаду Югославії він також зіграв два матчі за національну збірну Боснії та Герцеговини у 1996 році.

## Кар'єра тренера
У 2001–2002 роках тренував молодіжну збірну Боснії і Герцеговини, після чого повернувся до Швейцарії, де тренував «Івердон Спорт» і «Сьйон».
Згодом був начальником команди «Слобода» (Тузла) на батьківщині.

## Титули і досягнення
- Чемпіон Югославії (3):

«Партизан»: 1982/83, 1985/86, 1986/87
- Володар Суперкубка Швейцарії (1):

«Ксамакс»: 1988